# Địa điểm âm nhạc

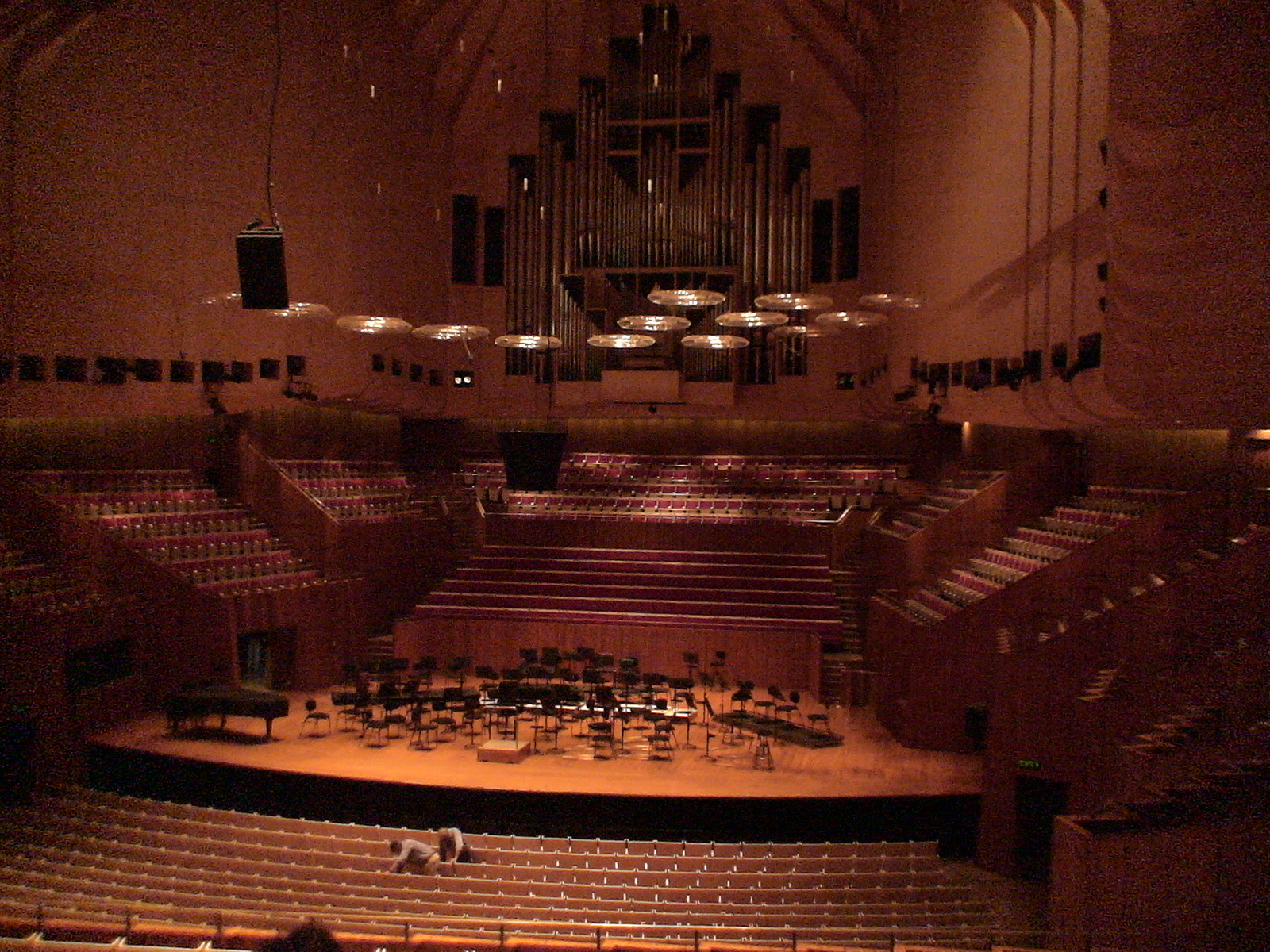
The Sydney Opera House's Concert Hall is an example of a large indoor classical music venue. It is home of the Sydney Symphony Orchestra. The rest of the building contains other amenities common at such music venues, such as cafés, restaurants, bars and retail outlets.

Địa điểm âm nhạc, hay còn gọi là tụ điểm âm nhạc hay tụ điểm ca nhạc (tiếng Anh: music venue), là bất kỳ địa điểm nào được dùng để tổ chức buổi hòa nhạc hay biểu diễn nhạc kịch. Nó rất đa dạng cả về quy mô và địa điểm, từ một quán cà phê nhỏ chuyên trình diễn dân ca, một bục dàn nhạc ngoài trời hoặc một phòng hòa nhạc cho đến một sân vận động ngoài trời. Theo đặc thù riêng thì các dạng tụ điểm khác nhau sẽ chuyên để trình diễn các dòng nhạc khác nhau.